# Tenualosa macrura
Tenualosa macrura és una espècie de peix pertanyent a la família dels clupeids.

## Descripció
- Pot arribar a fer 52 cm de llargària màxima.
- Aleta caudal llarga.[5][6]

## Alimentació
Menja zooplàncton.

## Hàbitat
És un peix d'aigua dolça, salabrosa i marina; pelàgic-nerític; anàdrom i de clima tropical (7°N-9°S, 101°E-119°E) que viu entre 0-50 m de fondària.

## Distribució geogràfica
Es troba al Pacífic occidental central: Malàisia, Indonèsia (el mar de Java i Sarawak) i l'extrem meridional de Tailàndia.

## Observacions
És inofensiu per als humans.